# Rocher des Glaciologues
Glaciologues är en kulle i Antarktis. Den ligger i Östantarktis. Frankrike gör anspråk på området. Toppen på Glaciologues är 30 meter över havet.
Terrängen runt Glaciologues är platt österut, men åt sydväst är den kuperad. Havet är nära Glaciologues norrut. Trakten är glest befolkad. Närmaste befolkade plats är Dumont d'Urville Station, 4,4 kilometer nordost om Glaciologues. 